# Calificările pentru Campionatul Mondial de Fotbal 2022 (AFC) Prima rundă
Prima rundă din meciurile din Calificările pentru Campionatul Mondial de Fotbal 2022 (AFC) pentru Campionatul Mondial de Fotbal 2022 și calificările pentru Cupa Asiei AFC 2023 se vor juca în perioada 6-11 iunie 2019.

## Format
Din totalul celor 12 (echipe clasate pe locurile 35–46) care vor juca meciuri tur–retur într-un sistem eliminatoriu, primele șase echipe vor intra în Calificările pentru Campionatul Mondial de Fotbal 2022 (AFC) A doua rundă.

## Tragerea la sorți
Tragerea la sorți pentru prima rundă va avea loc pe 17 aprilie 2019 la sediul AFC din Kuala Lumpur, Malaysia.
Cele 12 echipe sunt așezate în două boluri. Bolul A conține echipele clasate pe locurile 35–40, iar Bolul B conține echipele clasate pe locurile 41–46. Tragerea este bazată pe Clasamentul FIFA pe națiuni pe luna aprilie 2019 (în paranteze)
| Bol A                                                                                               | Bol B |
| --------------------------------------------------------------------------------------------------- | --- |
| 1. Malaysia (168) 2. Cambodgia (173) 3. Macao (183) 4. Laos (184) 5. Bhutan (186) 6. Mongolia (187) | 1. Bangladesh (188) 2. Guam (193) 3. Brunei (194) 4. Timorul de Est (195) 5. Pakistan (200) 6. Sri Lanka (202) |

### Meciurile
| Echipa #1 | Total | Echipa #2      | Tur | Retur             |
| --------- | ----- | -------------- | --- | ----------------- |
| Mongolia  | 3–2   | Brunei         | 2–0 | 1–2               |
| Macao     | 1–3   | Sri Lanka      | 1–0 | 0–3 La masa verde |
| Laos      | 0–1   | Bangladesh     | 0–1 | 0–0               |
| Malaysia  | 12–2  | Timorul de Est | 7–1 | 5–1               |
| Cambodgia | 4–1   | Pakistan       | 2–0 | 2–1               |
| Bhutan    | 1–5   | Guam           | 1–0 | 0–5               |

| Mongolia                       | 2–0          | Brunei |
| ------------------------------ | ------------ | ------ |
| - Tsedenbal 9' - Naranbold 69' | Report (AFC) |        |

| Brunei           | 2–1          | Mongolia               |
| ---------------- | ------------ | ---------------------- |
| - Ramlli 4', 34' | Report (AFC) | - Tsedenbal 47' (pen.) |

Mongolia a câștigat 3-2 per total și a avansat în al doilea tur.
| Macao        | 1–0          | Sri Lanka |
| ------------ | ------------ | --------- |
| - Duarte 52' | Report (AFC) |           |

| Sri Lanka | 3–0 La masa verde | Macao |
| --------- | ----------------- | ----- |
|           | Report (AFC)      |       |

Sri Lanka a câștigat 3-1 per total și a avansat în al doilea tur.
| Laos | 0–1          | Bangladesh      |
| ---- | ------------ | --------------- |
|      | Report (AFC) | - Ro. Hasan 71' |

| Bangladesh | 0–0          | Laos |
| ---------- | ------------ | ---- |
|            | Report (AFC) |      |

Bangladesh a câștigat 1-0 per total și a avansat în al doilea tur.
| Malaysia                                                                                    | 7–1          | Timorul de Est   |
| ------------------------------------------------------------------------------------------- | ------------ | ---------------- |
| - Corbin-Ong 12' - Shahrel 23' - Norshahrul 43' - Safawi 45+1', 59' - Faiz 78' - Akhyar 89' | Report (AFC) | - João Pedro 52' |

| Timorul de Est | 1–5          | Malaysia                                           |
| -------------- | ------------ | -------------------------------------------------- |
| - Rufino 72'   | Report (AFC) | - Shahrel 11', 17', 64' - Sumareh 37' - Akhyar 55' |

Malaysia a câștigat 12-2 per total și a avansat în al doilea tur.
| Cambodgia                       | 2–0          | Pakistan |
| ------------------------------- | ------------ | -------- |
| - Chanthea 81' - Sokumpheak 84' | Report (AFC) |          |

| Pakistan            | 1–2          | Cambodgia                  |
| ------------------- | ------------ | -------------------------- |
| - Bashir 18' (pen.) | Report (AFC) | - Rosib 64' - Bunheing 89' |

Cambodgia a câștigat 4-1 per total și a avansat în al doilea tur.
| Bhutan          | 1–0          | Guam |
| --------------- | ------------ | ---- |
| - Ts. Dorji 35' | Report (AFC) |      |

| Guam                                                    | 5–0          | Bhutan |
| ------------------------------------------------------- | ------------ | ------ |
| - Lagutang 23' - Cunliffe 27', 82', 90+4' - Malcolm 51' | Report (AFC) |        |

Guam a câștigat 5-1 per total și a avansat în al doilea tur.

## Marcatorii
4 goluri
- Shahrel Fikri

3 goluri
- Jason Cunliffe

2 goluri
- Razimie Ramlli
- Akhyar Rashid
- Safawi Rasid
- Norjmoogiin Tsedenbal

1 gol
- Robiul Hasan
- Tshering Dorji
- Reung Bunheing
- Sieng Chanthea
- Sath Rosib
- Kouch Sokumpheak
- Isiah Lagutang
- Shane Malcolm
- Filipe Duarte
- La'Vere Corbin-Ong
- Norshahrul Idlan
- Faiz Nasir
- Mohamadou Sumareh
- Nyam-Osor Naranbold
- Hassan Bashir
- João Pedro
- Rufino Gama

## Legături externe
- Official FIFA World Cup website
  - Qualifiers – Asia Arhivat în 17 aprilie 2019, la Wayback Machine., FIFA.com
- FIFA World Cup, the-AFC.com
- AFC Asian Cup, the-AFC.com
- Preliminary Joint Qualification 2022, stats.the-AFC.com